# Pheidole semidea
Pheidole semidea is een mierensoort uit de onderfamilie van de Myrmicinae. De wetenschappelijke naam van de soort is voor het eerst geldig gepubliceerd in 2012 door Fischer, Hita Garcia & Peters.